# Beyond the Lights - Trova la tua voce
Beyond the Lights - Trova la tua voce (Beyond the Lights) è un film del 2014 scritto e diretto da Gina Prince-Bythewood.

## Trama
Nel 1998 a Londra, una giovane Noni Jean viene portata da sua madre Macy in un salone per farsi i capelli prima della sua esibizione a un concorso di talenti. Noni è felice di conquistare il secondo posto per la sua interpretazione di "Blackbird" di Nina Simone, ma sua madre rifiuta di accettare tutto tranne che il primo posto e costringe Noni a distruggere il suo trofeo a terra.
Nel presente, Noni Jean è una nuova artista che ha appena vinto un Billboard Music Award per la sua collaborazione con il suo ragazzo Kid Culprit ed è pronta per diventare una superstar. Tuttavia, le pressioni del successo le fanno quasi finire la vita cadendo dal balcone di un hotel. Viene salvata da un giovane agente di polizia, Kaz Nicol. La squadra di Noni, compresa sua madre, ha detto ai media in una conferenza stampa di essere caduta per caso. Kaz, che ha ambizioni politiche, non è felice di essere costretto a mentire ai media e inizialmente è freddo con Noni. Tuttavia, in seguito si scusa con lei. A poco a poco, si connettono e iniziano a innamorarsi, nonostante la disapprovazione di sua madre. Noni racconta a Kaz delle canzoni che ha scritto di nascosto e lui sostiene le sue ambizioni creative. Noni decide di porre fine alla relazione romantica con Kid Culprit che la sua squadra ha incoraggiato.
Nonostante il tentativo della sua squadra di insabbiare tutto, persistono voci sul fatto che Noni abbia tentato il suicidio e la sua etichetta dice a Macy (che è anche il manager di Noni) che il suo contratto discografico è condizionato da una performance imminente di successo. Tuttavia, durante la performance, Kid Culprit la umilia improvvisamente e mente sulla loro relazione, e Kaz lo prende a pugni sul palco in difesa di Noni. In seguito, Noni perde il suo contratto discografico ed è a un punto basso emotivamente, quindi Kaz la porta in viaggio in Messico lontano dai riflettori dove si godono la reciproca compagnia. Noni si sbarazza della sua vecchia pettinatura a favore dei suoi capelli naturali e un viaggio in un bar karaoke locale porta Noni a esibirsi in un'emozionante performance di "Blackbird". La performance viene caricata su Internet e diventa virale, facendo sì che la madre di Noni e i paparazzi la trovino. Macy dice a Noni che il successo virale della sua performance ha fatto riconsiderare la sua etichetta discografica e Noni accetta di tornare a casa. Kaz dice a Noni che non è convinto che qualcosa sarà diverso da prima, e la loro relazione viene messa in pausa.
Noni vuole aggiungere una canzone che ha scritto al suo prossimo album, ma Macy rifiuta. I due litigano per la loro relazione e Noni dice a sua madre che anche dopo il suo tentativo di suicidio, Macy ha continuato a concentrarsi solo sulla sua carriera a scapito della sua felicità e salute mentale. Noni licenzia Macy come suo manager. Nel frattempo, Kaz ha iniziato una campagna politica e riflette se la sua carriera debba avere la precedenza sulla sua felicità personale. Ispirata dall'onestà di Kaz, Noni rilascia un'intervista televisiva in cui ammette di aver tentato il suicidio e dice che sta cercando aiuto. Noni si prepara per la sua prima esibizione dal vivo a Londra, e poco prima di salire sul palco incontra improvvisamente Kaz, che ha preso un volo lì ed esprime il suo amore per lei. Noni esegue una canzone che ha scritto davanti a un pubblico entusiasta.

## Riconoscimenti
- 2015 - Premi Oscar
  - Candidatura per la Miglior canzone a Diane Warren